# 10 Items or Less
10 Items or Less is een Amerikaanse tragikomedie uit 2006 zowel geschreven als geregisseerd door Brad Silberling. Producente Julie Lynn werd hiervoor genomineerd voor een Independent Spirit Award. Het was de eerste film in de geschiedenis die legaal van het internet kon worden binnengehaald, terwijl hij nog in de bioscopen draaide.

## Verhaal
Acteur Morgan Freeman (Freeman als een fictieve versie van zichzelf) heeft zo'n moeite met toezeggen dat hij aan een film wil meewerken, dat hij sinds vier jaar niet meer gewerkt heeft. Omdat hij misschien wel mee wil werken aan de allereerste independent-titel van beginnend regisseur Donny, brengt diens neef Packy (Jonah Hill) hem nu met zijn busje naar een armoedige buurt in Carson. Hij wil daar een uurtje rondkijken in Archie's Ranch Market, een amper bezochte supermarkt waar met name lokale hispanics spullen komen halen. Freemans mogelijke rol is er namelijk een als supermarktmanager in een winkel als deze.
Zijn oog wordt getrokken door de zich uiterst assertief gedragende caissière Scarlet Morales (Paz Vega). Hij kijkt met open mond toe hoe ze telkens door alleen een blik op een klant en zijn mandje te werpen tot op de cent precies weet hoeveel die af moet rekenen. Zijzelf vindt het niet zo bijzonder. Volgens haar is het een kwestie van 1+1 is 2 want er zijn maar twee dingen waar ze rekening mee hoeft te houden: prijzen en totalen. Wel raakt ze regelmatig geïrriteerd door klanten die met te veel producten langs haar willen, want ze zit aan de kassa voor klanten met tien of minder artikelen. Haar collega Lorraine (Anne Dudek) zit naast haar niets te doen. Volgens Morales komt die daarmee weg omdat ze met de manager naar bed gaat. Ze heeft niettemin sowieso een hekel aan Lorraine omdat die samen in een trailer woont met Morales' echtgenoot Bobby (Bobby Cannavale). Het is niet zo dat ze daarom jaloers is, want ze beschouwt zichzelf als gescheiden van Bobby. Dat is alleen nog niet officieel omdat ze het geld niet heeft om dit af te handelen.
Freeman wil graag de manager spreken, maar die is nergens te bekennen en niemand weet waar hij uithangt. Daarom besteedt hij zijn tijd met in de supermarktschappen en naar het personeel kijken alsof hij de dieren in de dierentuin observeert. Ook de intercom is voor hem niet veilig. Voor Freeman is dit allemaal alsof het niet echt is, maar gewoon studiemateriaal voor zijn rol. Hij brengt normaal zijn tijd door in een afgeschermd, van bovenmatige luxe voorzien wereldje en heeft totaal geen idee wat zich daarbuiten afspeelt en hoe de doorsnee mens leeft. Morales vraagt zich echter op dat moment nog af wat Freeman hier denkt op te steken. Ze komt erachter dat Freeman totaal hulpeloos is wanneer andere mensen niet alles voor hem verzorgen wanneer ze klaar is met haar werk. Ze moet ervandoor en Freeman wil eigenlijk ook wel weg, maar Packy is niet meer komen opdagen om hem op te halen. Rosales zegt hem de productiemaatschappij te bellen, maar daar blijkt iedereen naar huis om zich voor te bereiden op een Joodse feestdag. Hij heeft geen idee wat hij moet doen.
Morales vreest voor Freemans veiligheid als ze hem alleen achter zou laten in deze buurt en zegt toe hem zelf wel naar huis te brengen. Ze moet niettemin eerst zelf nog het een en ander regelen en daar moet hij dan eerst maar mee naartoe. Dat vindt hij geen enkel probleem. Hoewel Freeman alles wat hij meemaakt blijft bekijken als metaforisch voor onderdelen van het maken van een film, krijgt hij de ene na de andere situatie voor ogen die mijlenver afstaat van zijn eigen leven. Hij wordt regelmatig totaal verrast. Freeman is gelukkig getrouwd, heeft kinderen en woont in een rijke buurt. Hij hoeft nooit iets te kopen, want alles wat hij nodig heeft wordt hem gratis geleverd. Morales daarentegen moet vechten voor haar schaarse bezittingen en tijdens confrontaties met Bobby en Lorraine. Ze komt in winkels die Freeman nog nooit van binnen heeft gezien, zoals warenhuis Target. Ze wil wel kinderen, maar twijfelt of ze die kan krijgen omdat ze nooit zwanger is geworden van Bobby en Lorraine dat vrijwel meteen werd. Freeman blijft niettemin immer vrolijk onder alle ontwikkelingen en vindt dat Morales veel te zwaar op de hand is. In zijn ogen gedraagt ze zich alsof haar kansen in het leven al verspeeld zijn en ze vast zit in haar situatie, terwijl ze volgens hem als 25-jarige alle hoogtepunten nog voor de boeg heeft. Ze moet dan alleen wel zelf met geloof in zichzelf de kansen najagen die er voor haar met zekerheid liggen. Hij heeft haar tenslotte bezig gezien in Archie's Ranch Market en was behoorlijk onder de indruk van haar vaardigheden en kordaatheid. Freeman gaat haar helpen met de voorbereiding op een sollicitatiegesprek voor een positie als secretaresse alsof ze naar een auditie voor een filmrol moet. Freeman en Morales beseffen gaandeweg dat ze allebei heel wat van elkaars kijk op het leven op kunnen steken, maar ook dat ze elkaar na vandaag nooit meer tegen zullen komen.

## Rolverdeling
- Morgan Freeman - Zichzelf
- Paz Vega - Scarlet Morales
- Jonah Hill - Packy
- Anne Dudek - Lorraine
- Kumar Pallana - Lee
- Bobby Cannavale - Bobby
- Jennifer Echols - Tracey with an 'E'
- Jim Parsons - Receptionist
- Danny DeVito - Big D (cameo)
- Rhea Perlman - Mrs. D (cameo)